# Kage Kara Mamoru!
Kage Kara Mamoru! (яп. 陰からマモル Кагэ кара Мамору!, Мамору выходит из тени!) — серия романов, написанная Ати Таро и иллюстрированная Саи Мадарой. Впервые публиковались издательством Media Factory с июля 2003 года по март 2008. Всего было выпущено 12 томов. В 2007 году также начала выпускаться манга под названием Motto! Kage Kara Mamoru! (яп. もっと!陰からマモル! Мотто! Кагэ кара Мамору!) и закончила выпуск в 2009 году.
На основе сюжета романа студиями Group TAC и Aniplex был также выпущен аниме-сериал, 12 серий которого впервые транслировались по телеканалу TV Tokyo с 7 января по 25 марта 2006 года, последние две серии показали в один день. По сюжету романа и сериала ниндзя Мамору Кагэмори должна защищать своего соседа по имени Юна Конняку.

## Сюжет
Семья Кагэмори вот уже 400 лет охраняет другую семью — Конняку. И Мамору из семьи Кагэмори стал защитником Юны из семьи Конняку уже с детского сада. Как только Юна попадает в беду, то Мамору под маской ниндзи должен защищает её. К сожалению Юна очень рассеянная, неуклюжая, и поэтому склонна попадать в такие ситуации, когда она нуждается в помощи Мамору. Однако и Мамору порой может слишком переусердствовать, так например однажды он бросает кунай в самодельный самолётик, который падал на Юну.
Однажды, когда Юна пошла со своим другом играть в боулинг, её похищают члены якудза. Мамору следует за ними и спасает Юну.
По мере развития сюжета появляются новые персонажи с добрыми и злыми намерениями, новые приключения и столкновения с противниками. Естественно без романтических ситуаций не обойтись, ведь у Мамору вскоре появится своя армия нежелательных любовниц.

## Список персонажей
Мамору Кагэмори (яп. 陰守 マモル Кагэмори Мамору) — Неряшливый мальчик с растрёпанными волосами. Он носит очки с толстыми стеклами, которые фактически являются своеобразной маскировкой. Очень ленивый за исключением тех случаев, когда Юна нуждается в помощи. Является членом семьи Кагэмори — клана ниндзя, которые уже 400 лет должны защищать семью Конняку. Раскрывает свой настоящий облик, когда снимает очки и переодевается в костюм ниндзя, чтобы защитить Юну от опасности. Дружил с ней и был с ней в одной группе, в детском саду. Мамору боится медведей, потому что в детстве однажды пытался защитить Ямамэ от медведя. Его имя с японского перевода значит «защита».
Сэйю: Ацуси Кисаити
Юна Конняку (яп. 紺若 ゆうな Конняку Ю:на) — Юна подруга детства Мамору. Очень неуклюжая и рассеянная девушка. Из-за этих качеств часто попадает в неловкие и опасные ситуации. Дружила с Мамору с детского сада. Мамору знает о Юне практически всё, за исключением того, что Юна перед сном любуется фотографией с ней и Мамору, так как влюблена в него, но при этом боится признаться ему. Очень ревнивая в плане свидетельств любовных ситуаций.
Сэйю: Маи Накахара
Айри Савагаси (яп. 沢菓 愛里 Савагаси Айри) — Девушка из богатой семьи и подружка Мамору и Юны. Она препятствует развитию любовных отношений между Мамору и Юно, так как потерпела ранее любовную неудачу с другом детства. Тем не менее сама питает любовные чувства к Кагэмори и делает порой намёки на это, но Мамору не понимает их.
Сэйю: Рёко Синтани
Цубаки Маппутацу (яп. 真双津 椿 Маппутацу Цубаки) — Цубаки — мико и мечница. Её меч может разрубить практически всё. Была впервые нанята боссом якудз, чтобы отомстить за поражение от рук Мамору. Сначала она была уверена, что поступает во имя справедливости, но когда узнаёт правду о боссе, то мстит ему. Позже решает пойти учится в ту же школу что и Мамору, у неё развивается депрессия по поводу того, что она слишком «старомодная», Цубаки параллельно развивает любовные чувства к нему.
Сэйю: Сатико Кодзима
Ямамэ Хаттори (яп. 服部 山芽 Хаттори Ямамэ) — Ниндзя и родственница Мамору. Помнит, как Мамору утешал её в детстве, когда та была маленькой, однако, когда увидела, что Мамору носит очки и похож на пай-мальчика, была разочарована и выразила своё недовольствие. Позже, когда Мамору спасает Ямамэ от зверя, Ямамэ теряет сомнение относительно Мамору и берёт свои слова обратно. Она также является причиной того, что Мамору боится медведей, так как однажды спасал Яманэ от него.
Сэйю: Ай Симидзу
Хотару Кумогаку (яп. 雲隠 ホタル Кумогаку Хотару) — Она ниндзя и признаётся в любви Мамору при первой встрече. Проиграла Ямамэ во время поединков ниндзя, когда повелась на обман Ямамэ, что якобы она увидела НЛО. Она и её брат нападают на Мамору, чтобы отомстить за позор. Но любовь с первого взгляда не позволила ей победить Мамору, а наоборот помогает ему, чтобы тот победил брата Хотару. После этих событий она переводится в школу, где учится Мамору, чтобы быть к нему ближе.
Сэйю: Эрина Фурукава
Бурумару (яп. ぶる丸 Бурумару) — Собака — Бультерьер и ниндзя из клана Кагэмори. Несмотря на свой милый вид и ленивый характер, Бурумару является квалифицированным бойцом, который помогает Мамору и способен с помощью рта использовать несколько видов оружия.
Сэйю: Нобору Ямагути
Сакурако Кагэмори (яп. 陰守 桜子 Кагэмори Сакурако) — Мама Мамору. Она ниндзя и отвечает за защиту матери Юны.
Сэйю: Мики Ито
Кэнго Кагэмори (яп. 陰守 堅護 Кагэмори Кэнго) — Отец Мамору. Он тоже ниндзя и отвечает за защиту отца Юны.
Сэйю: Наоки Идзуми

## Роман
1. Mamoru the Shadow! ISBN 4-8401-0838-2
2. Mamoru the Shadow!（2） 椿の初でいとの道 ISBN 4-8401-1012-3
3. Mamoru the Shadow!（3） 忍の里から来た少女 ISBN 4-8401-1124-3
4. Mamoru the Shadow!（4） 来襲!甲賀最強の忍 ISBN 4-8401-1198-7
5. Mamoru the Shadow!（5） 小鐘井黄金伝説 ISBN 4-8401-1198-7
6. Mamoru the Shadow!（6） ゆーなとユーナ王女様 ISBN 4-8401-1450-1
7. Mamoru the Shadow!（7） ホタルの居候日記! ISBN 4-8401-1515-X
8. Mamoru the Shadow!（8） ウエディング時代劇娘 ISBN 4-8401-1592-3
9. Mamoru the Shadow!（9） 伊賀娘たちが来た! ISBN 978-4-8401-1776-0
10. Mamoru the Shadow!（10）プリンセスアイリーン ISBN 978-4-8401-1890-3
11. Mamoru the Shadow!（11）うらしまゆーな ISBN 978-4-8401-2087-6
12. Mamoru the Shadow!（12）最後にマモル ISBN 978-4-8401-2194-1

## Список серий аниме
| #  | Название | Дата выхода          |
| -- | --- | -------------------- |
| 1  | Continuing to Protect for 400 Years «Mamori Ysuzukete Yon'hyaku Nen» (まもり続けて四百年)                    | 7 января 2006 года   |
| 2  | There Is Nothing In This World I Cannot Cut «Kono Yo de Kirenu Mono wa nashi» (この世で斬れぬ物はなし)       | 14 января 2006 года  |
| 3  | The Girl From The Ninja Village «Shinobi no Sato kara Kita Shōjo» (忍の里から来た少女)                       | 21 января 2006 года  |
| 4  | What's an idol? «Nante tatte aidoru» (なんてたってアイドル)                                                  | 28 января 2006 года  |
| 5  | A Maiden's Heart And A Samurai's Soul «Otomegokoro to Samuraidamashii» (乙女心と侍魂)                        | 4 февраля 2006 года  |
| 6  | The Transfer Student, the Beautiful Girl's Heartbeat «Tenkōsei wa dokidoki Bishōjo» (転校生はドキドキ美少女) | 11 февраля 2006 года |
| 7  | Boy Ninja Mamoru «Shōnen Ninja Mamoru» (少年忍者マモル)                                                      | 18 февраля 2006 года |
| 8  | Sawagashi Family Anti-Crime Strategy «Sawagashi Ie Hōken Taisaku-sen» (沢菓家防犯大作戦!)                    | 4 марта 2006 года    |
| 9  | Kōganei's UFO Report! «Kōganei Yū Efu Ō Chūihō!» (小鐘井UFO注意報!)                                          | 11 марта 2006 года   |
| 10 | Yūna's Yellow Golden Legend «Yūna no Kōgan Densetsu» (ゆうなの黄金伝説)                                      | 18 марта 2006 года   |
| 11 | Bye bye, Yūna «Baibai, Yūna» (バイバイ、ゆうな)                                                              | 25 марта 2006 года   |
| 12 | Mamoru the Shadow! «Kage Kara Mamoru!» (陰からマモル!)                                                       | 25 марта 2006 года   |